# دلفین دو ویگان
دلفین دو ویگان (به فرانسوی: Delphine de Vigan) زاده 1 مارس 1966 در بولونی-بیانکور واقع در حومهٔ پاریس، نویسنده زن قرن بیستم میلادی اهل فرانسه است. رمان Rien ne s'oppose à la nuit (هیچ مانعی در برابر شب) که در 2011 منتشر شد، برایش حداقل 4 جایزه ادبی به ارمغان داشت. رمان دیگر او با عنوان بر اساس داستان واقعی (به فرانسوی: D'après une histoire vraie) که در 26 اوت 2015 توسط انتشارات لاتس منتشر شد، در همان سال جایزه رنودو را به خود اختصاص داد. مثل هیچکس اولین رمان این نویسنده است که در سال 1393 به فارسی ترجمه شد.